# 奄美群島振興開発特別措置法
奄美群島振興開発特別措置法（あまみぐんとうしんこうかいはつとくべつそちほう、昭和29年6月21日法律第189号）は、奄美群島の振興に関する日本の法律である。

## 概要
奄美群島の自立的発展並びに住民生活の安定及び福祉の向上を目的としている。
国が開発基本方針、鹿児島県が開発計画を定めることを規定している。
税制上の優遇措置や自治体が行う奄美群島の関連事業について公共事業に係る補助率かさ上げや予算枠確保の弾力的運用など特別の助成を規定している。

## 経緯
1952年（昭和27年）2月10日にトカラ列島が、1953年（昭和28年）12月25日に残りの奄美群島が本土に復帰したことを受け、1954年（昭和29年）に制定された。
5年間の時限立法であり、名称や目的を変更しながら、5年ごとに延長を重ねている。制定時の当初の題名は「奄美群島復興特別措置法」だったが、1964年（昭和39年）に「奄美群島振興特別措置法」に改題され、1974年（昭和49年）に現在の「奄美群島振興開発特別措置法」に改題されている。

## 指定島嶼の一覧
下表は2018年3月時点での指定島嶼の一覧である。合計8島である。
| 区分       | 自治体名                                 | 島名                     |
| ---------- | ---------------------------------------- | ------------------------ |
| 大島本島   | 奄美市、大和村、宇検村、瀬戸内町、龍郷町 | 奄美大島                 |
| 大島本島   | 瀬戸内町                                 | 加計呂麻島、請島、与路島 |
| 喜界島     | 喜界町                                   | 喜界島                   |
| 徳之島     | 徳之島町、天城町、伊仙町                 | 徳之島                   |
| 沖永良部島 | 和泊町、知名町                           | 沖永良部島               |
| 与論島     | 与論町                                   | 与論島                   |